# Gare de Raisio
La gare de Raisio (en finnois : Raision rautatieasema) est une gare ferroviaire des lignes de Turku à Uusikaupunk et de Raisio à Naantali. Elle est située à   Raisio en finlandaise.

## Situation ferroviaire
La gare de Raisio est située au point kilométrique (PK) 8,2 de la ligne de Turku à Uusikaupunki entre les gares en service de Mynämäki et de Turku. Gare de bifurcation, elle est l'origine, au PK 0,0 de la ligne de Raisio à Naantali avant les gares en service de Naantali et du port de Naantali.

## Histoire
La gare de Raisio est construite en 1923 sur la voie Turku-Naantali à quelques kilomètres du village de Raisio. Elle est mise en service le 1er septembre 1923.
Malgré le développement de Raisio, le trafic n’augmentera pas au même rythme. Le guichet de la gare est fermé le 1er octobre 1988 et le trafic de voyageurs s'arrêtera totalement au début 1993, lors de sa fermeture sur la ligne de Turku à Uusikaupunki. La gare ne sert plus alors que le transport de fret et la gare hébergera du personnel jusqu'en 2008, année de mise en service du pilotage à distance.

## Service des marchandises
Gare ouverte à ce service.

## Patrimoine ferroviaire
L'ancien bâtiment de la gare est mis en vente par les propriétés du Sénat en 2007 et sera vendu en juin 2010,. C'est un bâtiment à deux étages construit en 1929 par l'architecte I. Pladhan.